# Clapronia albicilia
Clapronia albicilia är en fjärilsart som beskrevs av George Francis Hampson 1926. Clapronia albicilia ingår i släktet Clapronia och familjen nattflyn. Inga underarter finns listade i Catalogue of Life.